# Otto Antoine
Otto Antoine, né le 22 octobre 1865 à Coblence et mort le 14 juillet 1951 à Unteruhldingen, est un peintre post-impressionniste allemand.

## Biographie

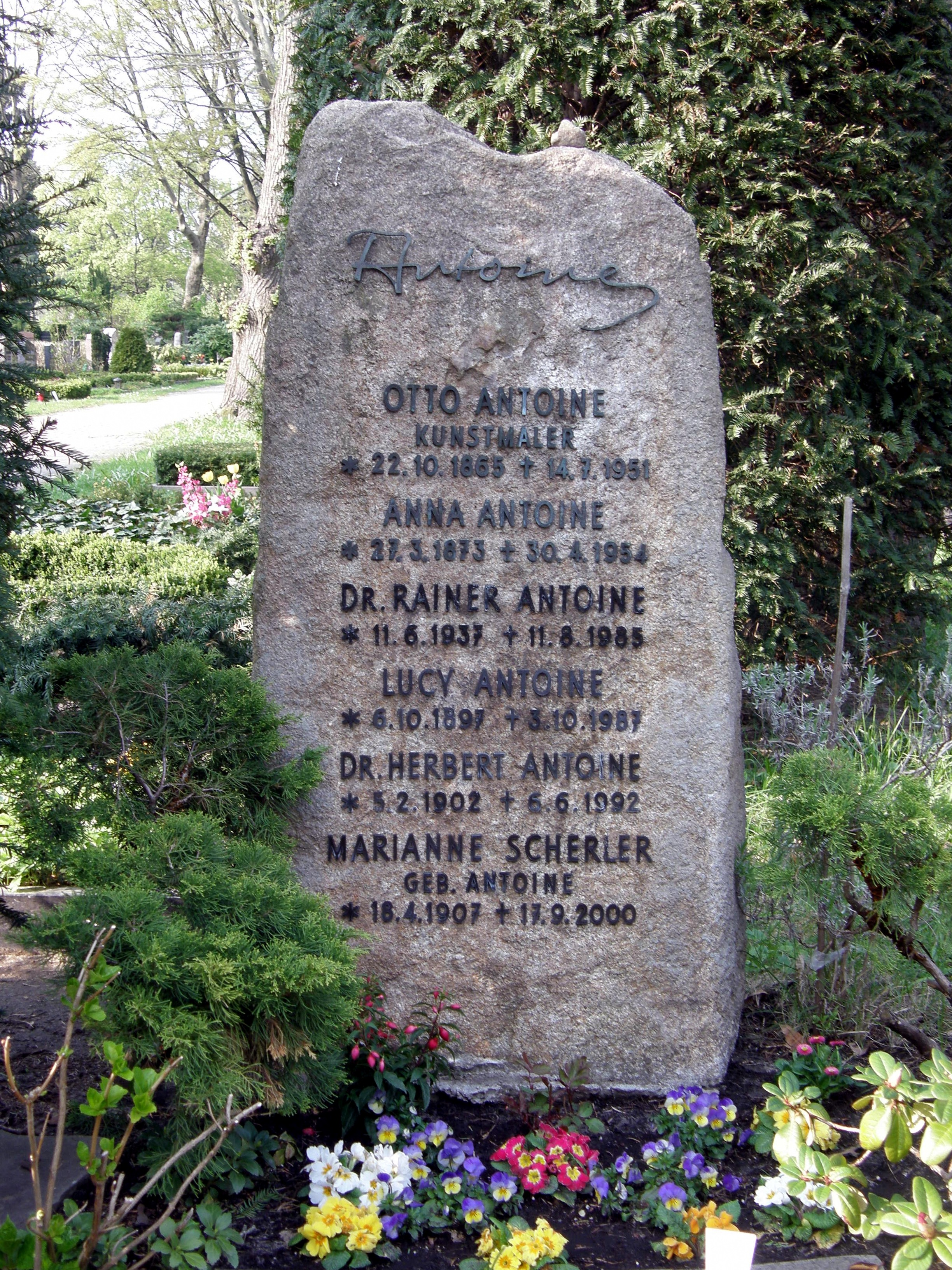
Tombe d'Otto Antoine

Antoine se rend à Berlin en 1891 pour étudier à l'académie auprès de Franz Skarbina.
Il est membre de l'Union des artistes de Berlin et prend part régulièrement aux expositions du Grand Berlin.
Otto Antoine emménage en 1942 au bord du lac de Constance. Sa tombe se trouve au cimetière de Wilmersdorf de Berlin.

## Œuvre
Otto Antoine est réputé pour ses représentations de vues de Berlin et ses scènes emplies de quiétude. Quelques-unes de ses toiles se trouvent à la fondation du Stadtmuseum Berlin (au musée de la Marche de Brandebourg), au musée historique allemand de Berlin et au musée de Gliwice (anciennement Gleiwitz), en Silésie.